# Diane Ingabire

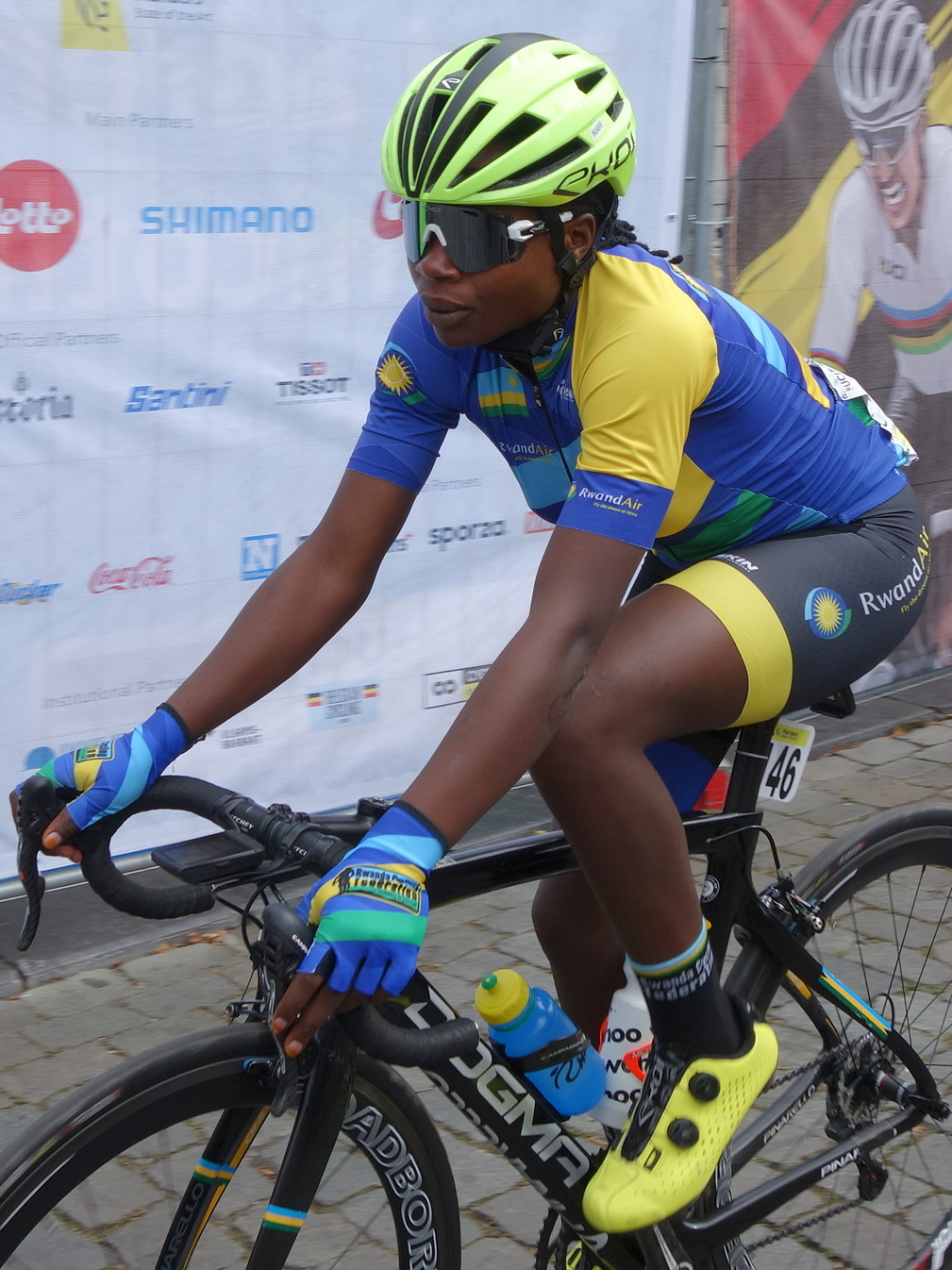
Diane Ingabire bei den Straßenradsport-Weltmeisterschaften 2021

Diane Ingabire (* 17. Juli 2001) ist eine ruandische Radrennfahrerin.

## Sportlicher Werdegang
Ingabire begann 2018, im Alter von 17 Jahren, mit dem Radsport. Bereits im Folgejahr konnte sie die Silbermedaille im Juniorinnen-Rennen bei den Afrikameisterschaften erzielen, bevor die Corona-Pandemie ihre Karriere unterbrach. 2021 konnte sie dank der Akademie Rouler pour le Rwanda an Rennen in Frankreich teilnehmen. 2022 wurde sie erstmals ruandische Landesmeisterin, sowohl im Straßenrennen als auch im Einzelzeitfahren.
2023 erhielt Ingabire einen Vertrag beim Nachwuchsteam Canyon SRAM Generation, wodurch sie regelmäßig bei Rennen in Europa starten konnte. Sie gewann die Afrika-Meisterschaften der U23, verteidigte ihre beiden Landesmeister-Titel vom Vorjahr und siegte bei der Tour du Burundi, ein Rennen im nationalen Kalender des ruandischen Nachbarlands. 2024 war sie zum dritten Mal in Folge doppelte Landesmeisterin, im Herbst des Jahres Mitglied des ruandischen Teams, das erstmals die Mixed-Staffel der Afrika-Meisterschaften gewann. Im Straßenrennen dieser Meisterschaften holte sie, nunmehr in der Elite, die Bronzemedaille.
Außer bei Afrika-Meisterschaften vertrat Ingabire ihr Land bei den Straßenradsport-Weltmeisterschaften 2021 und 2023, bei den Commonwealth Games 2022 und den Afrikaspielen 2023. 2024 nahm sie an den Olympischen Sommerspielen in Paris teil. Beim Einzelzeitfahren am 27. Juli kam sie auf Rang 35, im Straßenrennen schied sie aus.

## Erfolge
2019
- Afrikameisterschaften – Straßenrennen (Juniorinnen)

2021
- Afrikameisterschaften – Straßenrennen (U23), Mannschaftszeitfahren, Mixed-Staffel
- Afrikameisterschaften – Einzelzeitfahren (U23)

2022
- Ruandische Meisterin – Straßenrennen, Einzelzeitfahren

2023
- Afrikameisterin – Straßenrennen (U23)
- Afrikameisterschaften – Einzelzeitfahren (U23), Mixed-Staffel
- Afrikameisterschaften – Mannschaftszeitfahren
- Ruandische Meisterin – Straßenrennen, Einzelzeitfahren

2024
- Afrikaspiele – Kriterium
- Ruandische Meisterin – Straßenrennen, Einzelzeitfahren
- Afrikameisterin – Mixed-Staffel
- Afrikameisterschaften – Straßenrennen